# Deicide
Deicide este o formație de death metal din Florida, S.U.A.. Cuvântul "deicide" înseamnă "uciderea zeităților" sau, în era creștinismului, "uciderea lui Dumnezeu sau Iisus Cristos". Cuvântul poate însemna și "cel care îl ucide pe Dumnezeu". Trupa a vândut aproape 500,000 de albume în S.U.A., fiind una dintre cele mai vândute trupe de death metal.  

## Discografie

### Albume de studio
| Data lansării | Titlul                   | Casa de discuri    |
| 1990          | Deicide                  | Roadrunner Records |
| 1992          | Legion                   | Roadrunner Records |
| 1995          | Once Upon the Cross      | Roadrunner Records |
| 1997          | Serpents of the Light    | Roadrunner Records |
| 2000          | Insineratehymn           | Roadrunner Records |
| 2001          | In Torment in Hell       | Roadrunner Records |
| 2004          | Scars of the Crucifix    | Earache Records    |
| 2006          | The Stench of Redemption | Earache Records    |
| 2008          | Till Death Do Us Part    | Earache Records    |
| 2011          | To Hell with God         |                    |
| 2013          | In the Minds of Evil     |                    |
| 2018          | Overtures of Blasphemy   |                    |
| 2024          | Banished by Sin          |                    |

### Compilații
| Data lansării | Titlul                   | Casa de discuri    |
| 1993          | Amon, Feasting the Beast | Roadrunner Records |
| 2003          | The Best of Deicide      | Roadrunner Records |

### Albume Live
| Data lansării | Titlul           | Casa de discuri    |
| 1998          | When Satan Lives | Roadrunner Records |
| 2007          | Doomsday L.A.    |                    |

### DVD
| Data lansării | Titlul            | Casa de discuri |
| 1998          | When London Burns |                 |
| 2007          | Doomsday L.A.     |                 |